# Eriq La Salle
Eriq La Salle, pseudonimo di Erik Ki La Salle (Hartford, 23 luglio 1962), è un attore e regista statunitense.
È noto prevalentemente per aver interpretato il dottor Peter Benton nella serie televisiva E.R. - Medici in prima linea.

## Biografia
Esordisce nel cinema nel 1985, con il film Rappin' e nello stesso anno è diretto da Ruggero Deodato in Inferno in diretta. Dopo alcuni ruoli secondari in film tra cui Il principe cerca moglie, trova successo in televisione. Il suo primo ruolo televisivo è quello del reporter Mike Rivers nella soap-opera Una vita da vivere. Dal 1994 al 2009 interpreta con successo il personaggio del dottor Peter Benton nella serie E.R. - Medici in prima linea.
Dirige nel 1996 il film televisivo Più in alto di tutti, che narra la storia di Earl Manigault, leggenda dei playground americani. Nel 2002 ha un ruolo da coprotagonista nel thriller One Hour Photo con Robin Williams. Successivamente dirige alcuni episodi di Law & Order - Unità vittime speciali e di Chicago P.D.

## Filmografia parziale

### Cinema
- Rappin', regia di Joel Silberg (1985)
- Inferno in diretta, regia di Ruggero Deodato (1985)
- Il principe cerca moglie (Coming to America), regia di John Landis (1988)
- Allucinazione perversa (Jacob's Ladder), regia di Adrian Lyne (1990)
- Il colore della notte (Color of Night), regia di Richard Rush (1993)
- Drop Squad, regia di David C. Johnson (1994)
- Psalms from the underground, regia di Eriq La Salle (1995)
- One Hour Photo, regia di Mark Romanek (2002)
- Crazy as Hell, regia di Eriq La Salle (2002)
- Biker Boyz, regia di Reggie Rock Bythewood (2003)
- Johnny Was, regia di Mark Hammond (2006)
- Logan: The Wolverine, regia di James Mangold (2017)
- Víctimas de sus amores, regia di Walmy de la Cruz (2024)

### Televisione
- E.R. - Medici in prima linea (ER) - serie TV, 171 episodi (1994-2009) - Dr. Peter Benton
- Più in alto di tutti (Rebound: The Legend of Earl 'The Goat' Manigault), regia di Eriq La Salle - film TV (1996)
- In viaggio nel tempo (Quantum Leap) - serie TV, episodio 4x15 (1992)
- Relative Strangers, regia di Charles Burnett - film TV (2009)
- MegaFault - La terra trema (MegaFault), regia di David Michael Latt - film TV (2009)
- Covert Affairs - serie TV, 1 episodio 1x05 (2010)
- 24, episodi (2010)
- Under the Dome - serie TV, 5 episodi (2015)
- CSI: Cyber - serie TV, 1 episodio (2016)
- Angie Tribeca - serie TV, 1 episodio (2016)
- A Second Chance at Love, regia di Alfons Adetuyi - film TV (2022)
- On Call - Di pattuglia (On Call) - serie TV, 7 episodi (2025)

## Doppiatori italiani
Nelle versioni in italiano delle opere in cui ha recitato, Eriq La Salle è stato doppiato da:
- Diego Reggente in E.R. - Medici in prima linea, One Hour Photo, Biker Boyz
- Roberto Draghetti in Senza Traccia, Angie Tribeca
- Massimo Lodolo ne Il principe cerca moglie
- Stefano Benassi in Più in alto di tutti
- Piero Tiberi in Allucinazione perversa
- Maurizio Fardo in Madre a tutti i costi
- Giuliano Bonetto in Megafault - La terra trema
- Mario Bombardieri in Under the Dome
- Gianluca Tusco in Logan: The Wolverine